# Gare Lille-Europe (métro de Lille)
Cet article concerne la station de métro. Pour la gare de Lille, voir Gare de Lille-Europe.
La station Gare Lille-Europe est une station de la ligne 2 du métro de Lille, située à Lille, dans le quartier Lille-Centre. Inaugurée le 5 mai 1994, la station permet de desservir la gare de Lille-Europe, implantée dans le quartier d'affaires Euralille.

## Situation
La station se situe à l'intérieur de la gare de Lille-Europe située place François-Mitterrand, dans le quartier Lille-Centre à Lille.
Elle est située sur la ligne 2 entre les stations Gare Lille-Flandres et Saint-Maurice Pellevoisin à Lille.

## Histoire
La station est la seule à être inaugurée le 5 mai 1994. La ligne 1 bis devient la ligne 2.
La conception de la station est réalisée par l'architecte Martine Pattou. Inaugurée en 2000, une fresque de Jean Pattou y occupe les murs sur trois côtés soit 50 m sur 18 m. Baptisée Piranèse 2000, elle représente notamment des monuments comme Big Ben, le Kremlin, le Taj Mahal ou encore la Sagrada Familia, associés à des bâtiments emblématiques de Lille tels que la Vieille Bourse, l’Opéra et le Vieux-Lille. L'artiste s'est inspiré de Jean-Baptiste Piranèse, architecte et graveur qui vécut et travailla à Rome au XVIIIe siècle.
En mars 2025, des travaux de restauration de la fresque commencent pour quatre mois.
Les premiers portillons d'accès aux quais y ont été inaugurés le date 30 novembre 2017.
Elle doit son nom à la gare de Lille-Europe qu'elle dessert.

## Service aux voyageurs

### Accueil et accès

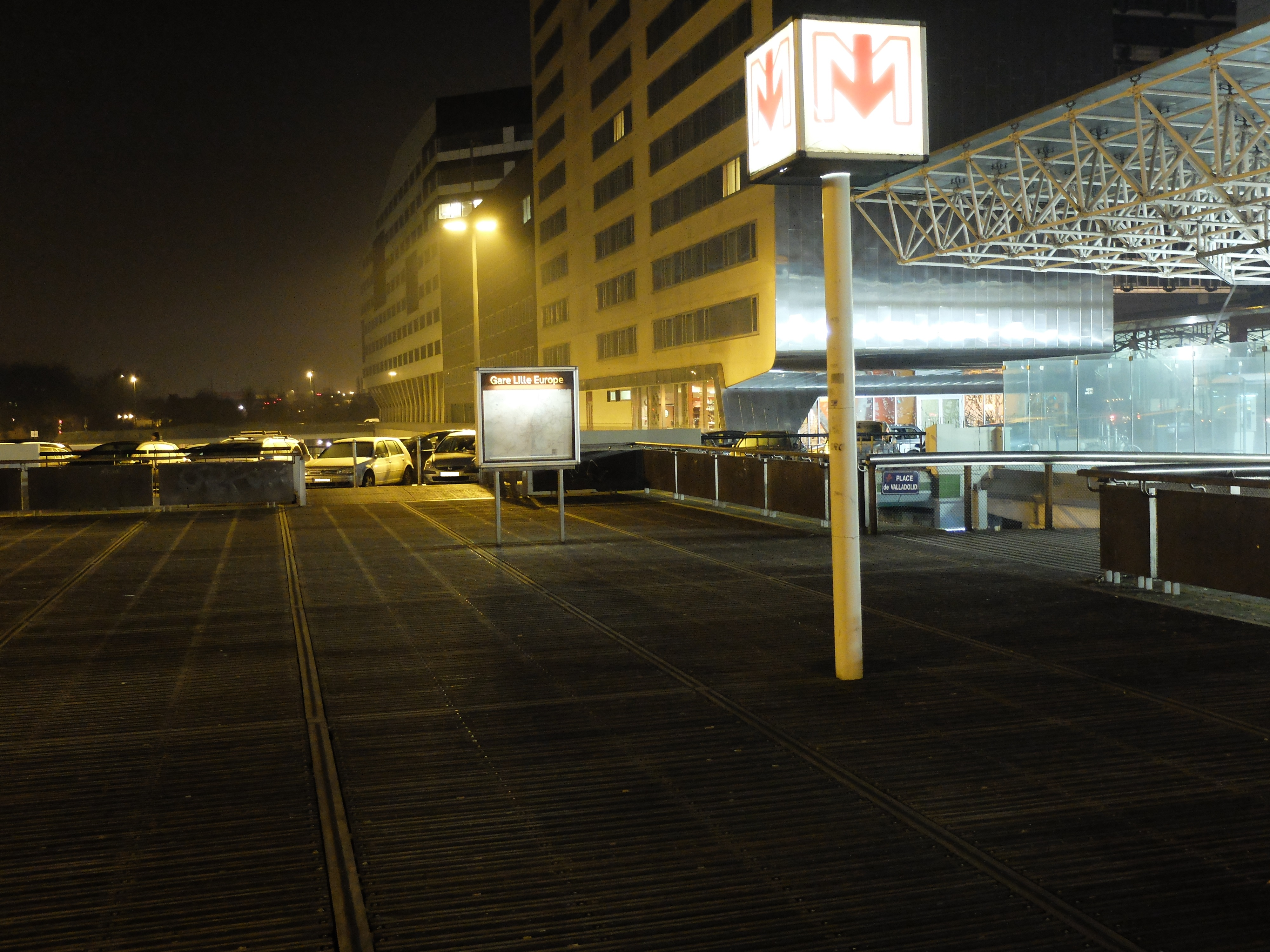
Entrée de la station du côté de la place de Valladolid.

Station bâtie sur trois niveaux souterrains, bénéficiant d'un accès en surface :
- niveau -1 : vente et compostage des billets, et accès à la Gare Lille Europe
- niveau -2 : niveau intermédiaire permettant de choisir la direction du trajet
- niveau -3 : accès à la ligne 2, voies centrales et quais opposés

Les étages sont plus haut que d'ordinaire, l'accès en surface étant au-dessus du niveau de la gare, le niveau -1 au niveau du Hall de la gare, le niveau-2 au niveau des voies TGV et le niveau -3 passe sous la gare.

### Intermodalité
Comme la station est implantée dans la gare de Lille-Europe, les TGV, les TERGV et les Eurostar la desservent. Elle est également desservie par les deux lignes (R et T) du tramway Mongy à l'arrêt Gare Lille-Europe.
La station est également desservie par les lignes 50, 51, 86, 88, N1 et les Lianes 5, 90, 91, et 91 Express.

## À proximité
- Euralille
- Gare de Lille-Europe
- Parc Matisse
- Hôtel Casino Barrière